# GTK
GTK, wcześniej: The GIMP Toolkit, GTK+ – biblioteka służąca do tworzenia interfejsu graficznego do programów komputerowych.
GTK została napisana w C, aczkolwiek jest zaprojektowana obiektowo, w oparciu o implementację obiektowości dla C – GObject. Z biblioteki GTK można korzystać przy pomocy większości języków programowania. Dla C++ istnieje biblioteka gtkmm będąca nakładką na GTK wprowadzającą wygodniejszą składnię w stylu C++ (m.in. wykorzystanie tzw. pól i metod na obiektach GTK), jak i również biblioteka Gtk# będąca nakładką umożliwiającą wykorzystanie GTK na platformie .NET. Dla języka Ada została stworzona biblioteka GtkADA, umożliwiająca pełny dostęp do funkcjonalności GTK. PyGTK to biblioteka stworzona do obsługi języka Python. W bibliotece tej napisanych jest wiele programów dla środowiska GNOME.
Biblioteka ta jest podstawą dla środowisk graficznych GNOME i Xfce. Na platformie uniksowej sama wykorzystuje bibliotekę GDK (odpowiedzialną za rysowanie obiektów) oraz GLib, zawierającą specjalne typy danych. Dzięki takiemu odseparowaniu GTK od systemu graficznego (w przypadku Uniksa jest to przeważnie X Window System) biblioteką bezpośrednio odpowiedzialną za interakcję z systemem graficznym, możliwe było łatwe przeportowanie GTK na inne niż uniksowe architektury (np.: Microsoft Windows oraz linuksowy DirectFB).

## Historia
Biblioteka GTK pierwotnie stworzona została na potrzeby programu GIMP, stąd też nazwa, pochodząca od ang. The GIMP Toolkit. Znak + pojawił się w nazwie, gdy autorzy dodali do oryginalnego GTK możliwość programowania obiektowego.

### Zmiany w wersji GTK 2.0
GTK przeszło duże zmiany w wersji 2.0. Do nich należą:
- pełna obsługa kodowania UTF-8,
- obsługa wygładzania czcionek i Xft(inne języki),
- zaawansowany system wyświetlania i manipulacji tekstem (Pango),
- obsługa wielu języków jednocześnie,
- metody wprowadzania niezależne od X Input Method(inne języki),
- system wspomagania dla osób niepełnosprawnych (ATK).

## Przykłady
Przykładowy kod w języku C wyświetlający puste okienko:
```
#include
 
<gtk/gtk.h>

int
 
main
(
int
 
argc
,
 
char
*
 
argv
[])

{

  
GtkWidget
*
 
window
;

  
gtk_init
(
&
argc
,
 
&
argv
);

  
window
 
=
 
gtk_window_new
(
GTK_WINDOW_TOPLEVEL
);

  
gtk_window_set_title
(
GTK_WINDOW
(
window
),
 
"GTK"
);

  
gtk_window_set_position
(
GTK_WINDOW
(
window
),
 
GTK_WIN_POS_CENTER
);

  
gtk_widget_show
(
window
);

  
g_signal_connect
(
G_OBJECT
(
window
),
 
"destroy"
,
 
G_CALLBACK
(
gtk_main_quit
),
 
NULL
);

  
gtk_main
();

  
return
 
0
;

}

```

Przykładowy kod w języku Python ładujący okienko z pliku w formacie GtkBuilder (zob. Glade):
```
#!/usr/bin/env python

import
 
gtk

if
 
__name__
 
==
 
'__main__'
:

  
builder
 
=
 
gtk
.
Builder
()

  
builder
.
add_from_file
(
'window.glade'
)

  
builder
.
connect_signals
(
globals
())

  
window
 
=
 
builder
.
get_object
(
'window'
)

  
window
.
connect
(
'destroy'
,
 
gtk
.
main_quit
)

  
window
.
show
()

  
gtk
.
main
()

```